# Mercury Island
Mercury Island ist eine drei Hektar große Felsinsel, an der Südatlantikküste von Namibia, einhundert Kilometer nördlich von Lüderitz gelegen sowie 960 Meter nördlich des nächstgelegenen Festlandspunktes am südlichen Ende der Spencer Bay. Die Insel ist Teil der Inselgruppe der Penguin Islands und Brutplatz vieler Seevögel und wurde viele Jahre lang durch eine Station zum Abbau des Guano bewirtschaftet. Heute findet sich hier eine Wetterstation und die Insel ist Ausgangspunkt für zeitweilige Forschungen von bis zu zwei Personen.
Zur Insel gehört auch das North Islet, ein Felsvorsprung etwa 30 Meter nördlich der Hauptinsel und mit dieser durch einen hölzernen Steg verbunden. Mercury Island ist zu wesentlichen Teilen hohl und besitzt sechs Eingänge zu Höhlen in ihrem Inneren. Höchster Punkt der Insel ist der 38 Meter über dem Meeresspiegel liegende Jupiter Peak.
Die Insel ist Teil des Meob-Chamais Meeresschutzgebietes und beheimatet die größte Brillenpinguinkolonie Namibias sowie die weltweit größte Population an Küstenscharben (Phalacrocorax neglectus).